# Chontamarca
Chontamarca es una parroquia del cantón Cañar, su nombre proviene de dos vocablos “chonta” que es una especie de palma que existía en esta zona, y “Marca” que significa pertenencia o propiedad es decir significa "lugar de las Chontas". Se encuentra  entre las coordenadas 703585 Latitud Oeste, 9745456 Longitud Norte y 693329 Latitud Este, 9728075 Longitud Sur, situada al oeste de la Cabecera Cantonal, a 3 kilómetros de la vía Panmerica del sector de Jalupata. Su altitud es de  2.271 metros sobre el nivel del  mar.

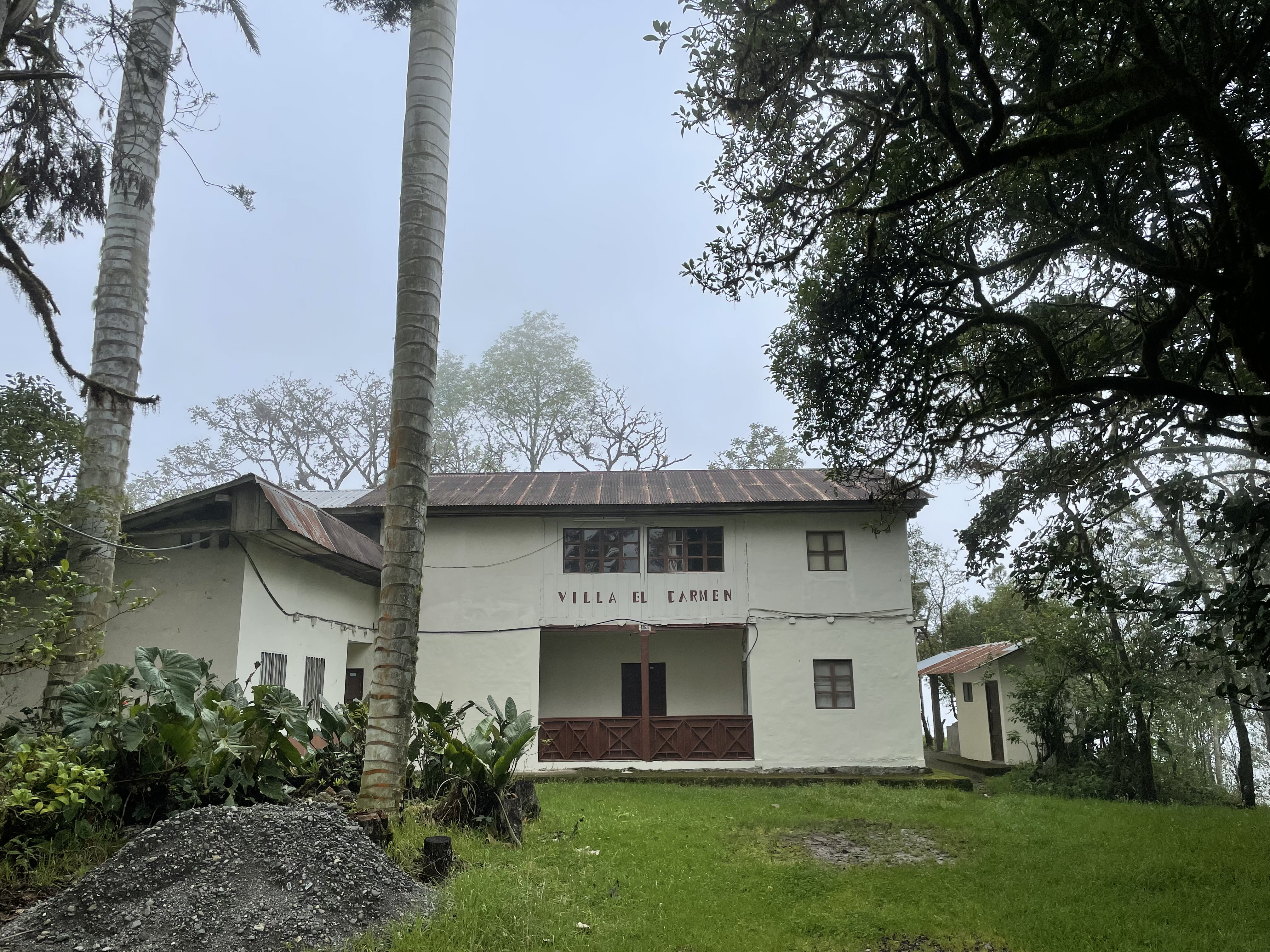

## Historia
Tiene una larga historia fue un asentamiento prehispánico habitada por los  Cañarís y posteriormente por los Incas, los primeros asentamientos coloniales se registran a inicios del siglo IXX, siendo los primeros asentamientos en la comunidad de Chontamara Chico,hasta que se crea como parroquia  el 28 de noviembre de 1944 en la dictadura del Dr. José María  Velasco Ibarra, siendo Ministro de Gobierno el Sr. Carlos Guevara Moreno, Presidente del Municipio  del Cantón Cañar el Sr. Ariosto León Muños, . A través de gestión realizada por los señores: Abel Reinoso Coronel, Guillermo Cuesta León, Atanasio Reinoso León y David Narváez León.
El Sr. Abel Reinoso Coronel presto su casa para el funcionamiento de la primera escuela y la tenencia política, siendo el Primer Teniente Político el Sr. Guillermo Reinoso y el primer secretario Severo Heredia Giménez Las elecciones presidenciales de la parroquia se realizaba mediante votación popular el primer presidente  electo en 1966 fue el Sr. Abel Reinoso Hermida  seguido en el año de 1968 por el Sr. Aníbal Reinoso. 

## Geografía
Esta formado por varias comunidades: El Centro Parroquial, 1.º de Mayo, Chilchil, Chocarpamba, Chontamarca Chico, Cimientos, Cochapamba, Dos bocas, El Arriendo, San Javier, El Entable, El Rosario, Gallorumi, Guarumales Alto, Guarumales Bajo, La Esperanza, Llactacashca, Patrón, Santiago, Pumatoglla, Ragarpamb, Ramo Urcu, Ramos Loma, Rumi Urcu, Rumi Pungo, San Carlos Alto, San Carlos Bajo, San José de Papayal, San Juan de Papayal, San Luis, San Pablo, Surupungu, Tiopamba, Victoria, y Yanayacu.